# الكاباليتو

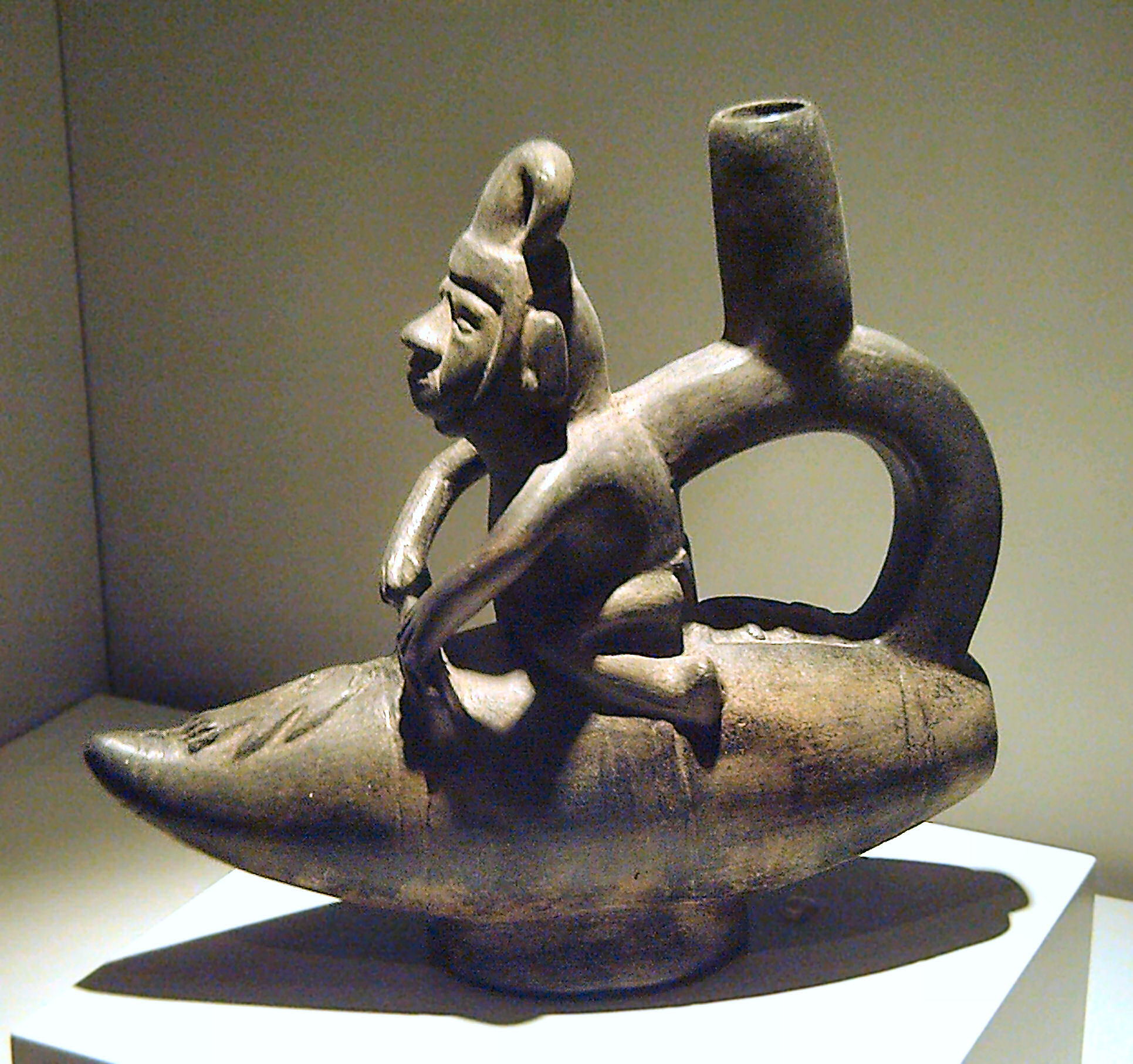
تمثال يمثل صيادًا على كاباليتو (1100-1400 م)

الكاباليتو هي عبارة عن قوارب نهرية صغيرة لايتجاوز طولها أربعة أمتار وعرضها لا يتجاوز المتر الواحد بحيث لا يسع إلا لراكب واحد يجلس بعرض القارب أو راكبان يجلسان بطول القارب . عادة ما تصنع قوارب الكاباليتو من الأغصان الرفيعة المقطوعة من الأشجار واحيانا تصنع من نبات يشبه نبات البردي. قوارب الكابليتو نشأت في دول أمريكا الوسطى من قبل السكان الأصليين لتلك المناطق. حيث كان المزارعون يصنعون تلك القوارب لتساعدهم في الصيد. لا تزال قوارب الكاباليتو تصنع حتى الآن في أمريكا الوسطى وتستخد كذلك للصيد أو نقل البضائع الخفيفة.